# Жиделі (Панфіловський район)
Жиделі́ (каз. Жиделі) — село у складі Панфіловського району Жетисуської області Казахстану. Входить до складу Чулакайського сільського округу.
Населення — 75 осіб (2021; 83 у 2009, 144 у 1999, 154 у 1989).